# Plethodon serratus
Plethodon serratus — вид хвостатих амфібій родини Безлегеневі саламандри (Plethodontidae).

## Поширення
Вид є ендеміком США. Відомо чотири популяції: одна у Центральній Пенсільванії, друга в горах Уошіта в Арканзасі та Оклахомі, третя у штаті Міссурі, четверта у штатах Теннессі, Північна Кароліна, Джорджія та Алабама.  Мешкає у помірних лісах та серед скель.

## Опис
Тіло чорного забарвлення з червоними смугами, завдовжки 8-11 см. Живиться членистоногими та молюсками.